# ジャズミン・ホワイト
ジャズミン・ホワイト（Jazmine White、1993年12月14日 - ）はカナダの女子バレーボール選手。ポジションはミドルブロッカー。カナダ代表。

## 来歴
- クラブチーム

オシャワ出身。2011年、アメリカのミシガン州立大学へ進学。NCAAバレーボール選手権に出場した。2015年、フィンランドのArctic Volleyへ入団。2017/18シーズンはスイスのSm'Aesch Pfeffingenへ移籍し、スイスリーグで準優勝した。2018/19シーズンはハンガリーのFatum Nyíregyházaでプレーした。2019/20シーズンは再びスイスのSm'Aesch Pfeffingenと契約し、1年間プレーした。2020年9月、ドイツのRote Raben Vilsbiburgへの移籍が発表され、ブンデスリーガで5位となった。2021/22シーズンはSchwarz-Weiss Erfurtでプレーした。2022年5月にシュヴェリーンSCへの移籍が発表され、2022/23シーズンのブンデスリーガで3位、2023/24シーズンは準優勝を果たした。
- 代表チーム

2019年、カナダ代表に初選出された。同年のパンアメリカンカップでデビューした。2021年、北中米選手権で銅メダルを獲得した。2022年、世界選手権に出場した。2023年、パリ五輪予選に出場した。2024年、ネーションズリーグに出場した。

## 球歴
- 世界選手権 - 2022年
- ネーションズリーグ - 2021年、2022年、2023年、2024年
- 北中米選手権 - 2021年、2023年

## 所属クラブ
- ミシガン州立大学（2011-2014年）
- Arctic Volley（2015-2017年）
- Sm'Aesch Pfeffingen（2017-2018年）
- Fatum Nyíregyháza（2018-2019年）
- Sm'Aesch Pfeffingen（2019-2020年）
- Rote Raben Vilsbiburg（2020-2021年）
- Schwarz-Weiss Erfurt（2021-2022年）
- シュヴェリーンSC（2022-2024年
- Levallois Paris Saint-Cloud（2024-）